# 第十二航空隊
第十二航空隊 （だいじゅうにこうくうたい）は、日本海軍の部隊の一つ。爆撃機・攻撃機・戦闘機からなる特設の戦爆連合部隊として編制され、日中戦争序盤に華中方面で戦闘・爆撃に従事した。
隊名が類似している第一二海軍航空隊とは関連が無い。本航空隊の呼称を「第十二海軍航空隊」、または「第一二航空隊」などとしている文献があるが、これらの呼称は誤りである。

## 沿革
昭和12年7月7日、盧溝橋事件が勃発し、日中が武力衝突し日中戦争が始まるやいなや、海軍は事件からわずか4日後の11日に6個航空隊の大陸派遣を決定した。戦略爆撃を担当する第一連合航空隊は木更津海軍航空隊と鹿屋海軍航空隊からなり、制空を担当する2個航空隊と偵察を担当する2個航空隊は「第二連合航空隊」（以下「二連空」とする）を編制した。第十二航空隊（以下「十二空」とする）は二連空の攻撃・戦闘部隊として佐伯海軍航空隊から30機を選抜して編制し、華中方面に投入された。制空が完了し、敵勢力が内陸部に移った13年2月からは陸上攻撃機を主力とする遠距離爆撃機隊に変貌した。「戦史叢書」などの記述では、コンビを組んだ第十三航空隊（以下「十三空」とする）と合わせて「二連空」名義で行動を記述してあることが多く、十二空独自の行動か十三空との共同なのか判然としないことがある。
- 昭和12年（1937年）

7月11日　佐伯飛行場で臨時編制。第二連合航空隊に編入（戦闘機12・艦上爆撃機12・艦上攻撃機12）。
7月28日　二連空は第二艦隊附属に編入。
8月7日　　大連の周水子飛行場に進出。
9月7日　上海公大飛行場の制圧完了。公大に進出。
9月19日　蘇州・杭州・嘉興を十三空と共同で偵察。
9月16日　南京を十三空と共同で空襲、27日まで連日出撃。
9月19日　南京空襲時に敵戦闘機隊と空中戦。十三空と共同で14機を撃墜・喪失なし。
9月22日　江陰方面で中国艦船を十三空と共同で爆撃。寧海・平海・逸仙を撃破。
10月1日　上海上陸作戦を十三空と共同で支援。
10月頃　　蘇州江渡河作戦を十三空と共同で支援。
11月頃　　杭州湾上陸作戦を十三空と共同で支援。
12月12日　「パネー号事件」発生。十三空と共同でアメリカ砲艦パナイを誤爆。
- 昭和13年（1938年）

1月10日　戦闘機隊は蕪湖に進出。前線の戦闘に従事。
- 昭和13年

4月28日　漢口を十三空と共同で爆撃。
6月26日　南昌を強襲。機銃掃射で19機を地上撃破。
7月14日　漢口・南昌を爆撃。
　　　　　　　　　以後、漢口攻略作戦に従事。11月15日の陥落まで全力出撃。

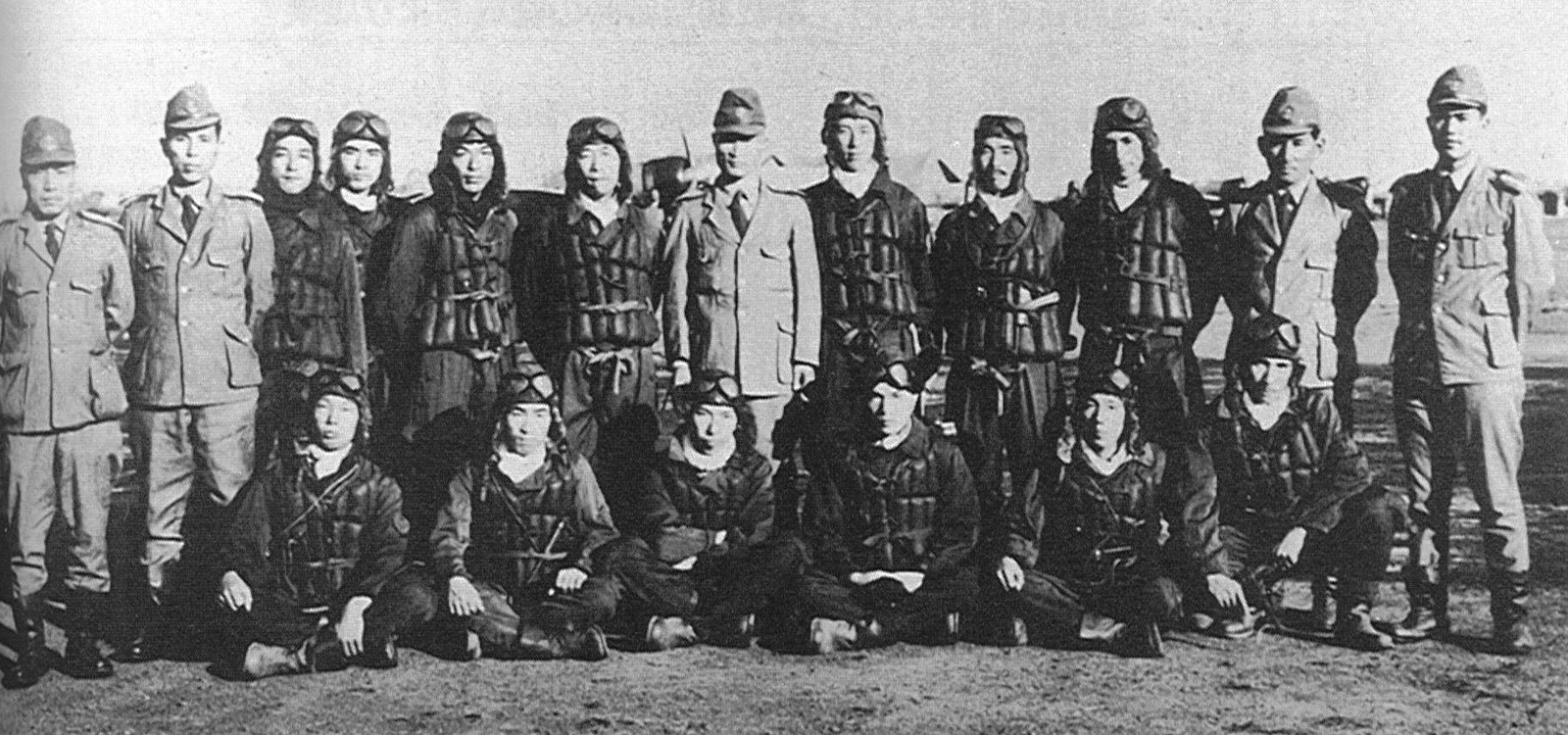
1940年9月13日、零戦の初陣を飾って漢口に帰還した搭乗員と12空幹部

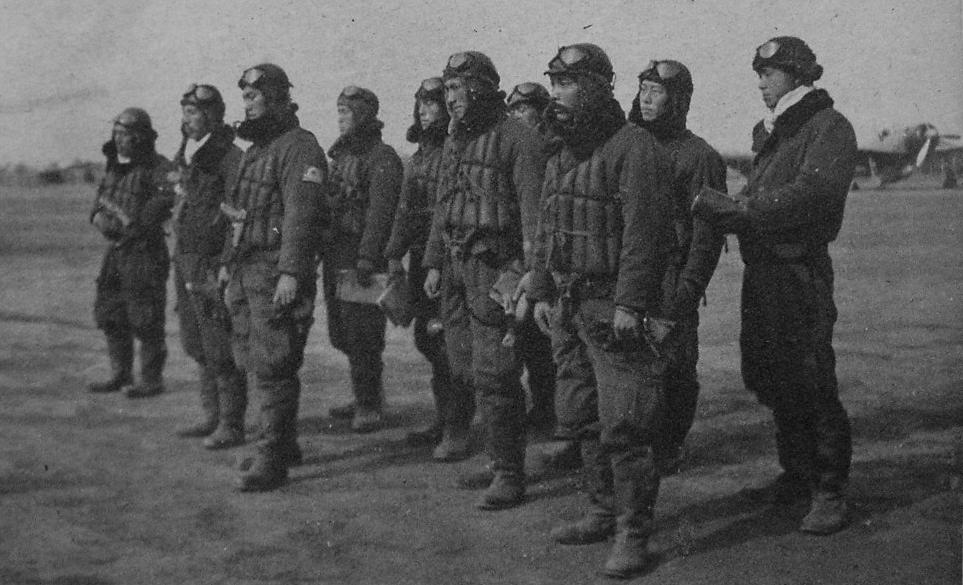
第十二航空隊戦闘機搭乗員。左から横山保、大石英男、蓮尾隆市、2人おいて三上一嬉、1人おいて羽切松雄、羽田透、伊藤純二郎（1940年後半）

- 昭和14年（1939年）

9月14日　陸軍贛湘作戦に協力。
- 昭和15年（1940年）

1月10日　桂林を爆撃。
4月　　　宜昌作戦に参加。占領後は宜昌に進出、奥地爆撃・防空に従事。
7月21日　零式艦上戦闘機の供給開始。当初、横空から空輸してきた横山保大尉らA班、漢口基地から選抜された進藤三郎大尉らB班で構成された。
8月19日　横山大尉率いるA班零戦12機、陸攻54機の護衛初に投入されるが会敵せず。以後、重慶爆撃隊の護衛に零戦を投入。　　　　
9月13日　重慶上空で零戦の初空中戦。進藤大尉率いる零戦17機が中国空軍第4大隊戦闘機27機撃墜（中国側資料によれば13機）を報じる。
10月4日　横山大尉率いる零戦8機、成都を陸攻27機とともに強襲。東山市郎空曹長、羽切松雄一空曹、中瀬正幸一空曹、大石英男二空曹の4機は、前日に4人で極秘に計画した案により、大平寺飛行場に強行着陸を敢行、地上部隊の銃撃に遭遇しながらも地上機を焼き討ちし、撃墜6機、地上炎上19機を報じた。
- 昭和16年（1941年）

3月14日　成都を強襲。横山大尉率いる零戦12機が双流飛行場上空で中国空軍第3大隊および第5大隊のI-153 31機と交戦し、27機撃墜（うち不確実3）・I-15 5機、I-16 2機地上撃破（中国側資料では10機被撃墜、7機損傷）。
5月16日　第1戦闘機隊の零戦9機（長：佐藤正夫大尉）、艦攻9機（長：駒形進也大尉）、天偵・誘偵（九八式陸上偵察機）各1機からなる南方隊、第2戦闘機隊の零戦11機（長：鈴木實大尉）と誘偵2機からなる北方隊が南鄭飛行場、成県飛行場、天水飛行場を襲撃。鈴木率いる北方隊は鹽関上空にてI-153 5機撃墜、天水飛行場にてI-153 17機およびSB1機を地上撃破（中国側資料では第5大隊のI-153 2機撃墜、16機地上撃破）。
5月21日　重慶向け爆撃機隊の護衛に参加。
9月15日　内地帰還・解隊。
昭和16年度は対米英戦を睨んで出師準備に着手することとなり、十二空は内地帰還とともに新規基地航空部隊の拡張・新編要員に振り向けられた。十二空の撤退によって、海軍航空隊は大陸から完全に手を引き、大陸戦線の航空戦は陸軍飛行隊に一任されることになった。

## 主力機種
- 九〇式艦上戦闘機
- 九六式艦上戦闘機
- 零式艦上戦闘機
- 九四式艦上爆撃機
- 九二式艦上攻撃機
- 九七式一号艦攻
- 九七式三号艦攻
- 九九式艦上爆撃機

## 隊司令
1. 今村脩 大佐：1937年7月11日[9] - 1937年11月15日[10]
2. 三木森彦 中佐/大佐： 1937年11月15日[10] - 1938年12月15日[11]
3. 吉良俊一 大佐：1938年12月15日[11] - 1939年10月25日[12]
4. 古瀬貴季 中佐/大佐：1939年10月25日[12] - 1940年6月21日[13]
5. 長谷川喜一 大佐：1940年6月21日[13] - 1941年3月25日[14]
6. 内田市太郎 大佐：1941年3月25日[14] - 1941年9月15日[15]